# Friedrich August Wahl
Friedrich August Wahl (* 4. Dezember 1902 in Wiesbaden; † 21. Januar 1985 in Köln) war ein deutscher Gynäkologe.
Wahl studierte Medizin bis zur Promotion und wurde Facharzt. Während seines Studiums wurde er 1922 Mitglied der Straßburger Burschenschaft Arminia zu Tübingen. Er arbeitete seit 1932 als Privatdozent für Gynäkologie erst an der Philipps-Universität Marburg, dann an der Universitätsklinik Köln von 1934 bis 1950. 1938 wurde er außerplanmäßiger Professor an der Universität zu Köln. Seit 1940 war er Oberarzt und 1945 Leiter der Universitäts-Frauenklinik als Nachfolger von Hans Naujoks. In Köln war er im Rahmen des Gesetzes zur Verhütung erbkranken Nachwuchses an Zwangssterilisationen von Frauen beteiligt. Er gehörte seit 1932 der NSDAP und seit 1933 der SA an. Auch war er Förderndes Mitglied der SS sowie im NS-Dozentenbund und Obmann des NS-Ärztebunds. Er unterzeichnete im November 1933 das Bekenntnis der deutschen Professoren zu Adolf Hitler.

## Schriften
- Die Röntgenstrahlen in der Geburtshilfe, 1943
- Hygiene und Körperschulung der Frau, Thieme, 1950